# Ślub Karola Filipa Bernadotte i Zofii Hellqvist
Ślub Karola Filipa Bernadotte, księcia Szwecji, i Zofii Hellqvist odbył się 13 czerwca 2015 roku w kaplicy Pałacu Królewskiego w Sztokholmie.
Pan młody, Karol Filip Bernadotte, był jedynym synem króla Szwecji, Karola XVI Gustawa, oraz jego żony, Sylwii Sommerlath. Przez pierwsze miesiące swojego życia był księciem koronnym (następcą tronu), później stracił tę pozycję na rzecz starszej siostry, Wiktorii. W dniu ślubu Karol Filip nosił tytuł księcia Szwecji, księcia Värmlandu.
Panna młoda, Zofia Hellqvist, była modelką. Brała również udział w Paradise Hotel. Później zaangażowała się w działalność charytatywną. Wraz z przyjaciółką, Frida Vesterberg, założyła organizację non-profit Project Playground.

## Tło
W 2010 roku jedyny syn pary królewskiej, Karol Filip Bernadotte, poznał szwedzką modelkę i uczestniczkę Paradise Hotel, Zofię Hellqvist. Para zakochała się w sobie, ale – ze względu na przeszłość kobiety – spotkała się z nieprzychylnością mediów. Sama Zofia postanowiła zaangażować się w działalność charytatywną. Wraz z przyjaciółką, Frida Vesterberg, założyła organizację non-profit Project Playground. Przez dłuższy czas uważano jednak, że nie jest odpowiednią kandydatką na żonę dla księcia. Margareta Gotthardsson, dziennikarka zajmująca się sprawami dotyczącymi monarchii, przyznała: „Od początku była walka o akceptację Zofii”. Dziennikarze donosili o tym, że nawet siostry księcia nie zaakceptowały modelki u boku swojego brata i nie wspierają ich relacji. Ostatecznie pogłoski te zostały zdementowane, a 27 czerwca 2014 roku zostały ogłoszone zaręczyny pary.

## Strój panny młodej
Suknię ślubną panny młodej zaprojektowała szwedzka projektantka, Ida Sjöstedt. Falę dyskusji wywołał fakt, że suknia odsłaniała tatuaż, jaki Zofia zrobiła sobie na plecach w czasach, gdy była jeszcze modelką i pozowała topless. Panna młoda założyła diamentowo-szmaragdową tiarę, która była prezentem od jej przyszłych teściów, Karola XVI Gustawa, oraz Sylwii Sommerlath. Panna młoda miała na sobie również cienki, tiulowy welon. Jej bukiet ślubny składał się z róż oraz mirtu z Sofiero (który Zofia miała również wpięty we włosach – zgodnie z tradycją panującą w szwedzkiej rodzinie królewskiej).

## Uroczystość
Ceremonia zaślubin rozpoczęła się o godz. 16.30 czasu lokalnego w kaplicy Pałacu Królewskiego w Sztokholmie (szw. Slottskyrkan). Było to siódme królewskie zaślubiny w tym miejscu – wcześniej ślub w kaplicy Pałacu Królewskiego wzięło trzech szwedzkich monarchów: Gustaw III (1766), Karol XIII (1774), Gustaw IV Adolf (1797) oraz trzy szwedzkie księżniczki: Ludwika Orańska (1869), Krystyna Bernadotte (1974) i Magdalena Bernadotte (2013).
Uroczystość poprowadził Lars-Göran Lönnermark. Drużbą pana młodego był jego bliski przyjaciel, Jan-Åke Hansson. Siostrzenica księcia, księżniczka Stella, dzieci jego kuzyna, Anaïs Sommerlath i Chloé Sommerlath, a także chrześnica Zofii, Tiara Larsson, służyły jako druhny. Pannę młodą do ołtarza poprowadził ojciec. Doszli jednak do połowy świątyni; dalej do ołtarza nowożeńcy szli już sami. Karol Filip i Zofia wzorowali się na rozwiązaniu, jakie zostało wypracowane podczas ślubu starszej siostry pana młodego z Danielem Westlingiem. W ten sposób rodzina królewska wybrnęła z niewygodnej sytuacji: wcześniej przedstawiciele luterańskiego Kościoła Szwecji zwracali uwagę, że „prowadzenie córki przez ojca do ołtarza jest sprzeczne ze szwedzką tradycją równouprawnienia”.
W czasie uroczystości wykonano Fix You zespołu Coldplay oraz szwedzką, zmodyfikowaną wersję utworu Umbrella Rihanny.
W wyniku zaślubin panna młoda stała się Jej Królewską Wysokością księżną Szwecji, księżną Värmlandu. Kobieta została również tego dnia, zaraz po ceremonii, odznaczona przez swojego teścia Orderem Królewskim Serafinów.

## Bankiet weselny
Uroczysty bankiet weselny rozpoczął się o godz. 19.00 w Pałacu Królewskim w Sztokholmie. Sala została przystrojona w takie same kwiaty, w jakie przyozdobiona została kaplica królewska, gdzie nowożeńcy wzięli ślub. W czasie przyjęcia weselnego para młoda zatańczyła do Sofias Brudvals (w tłumaczeniu na polski tytuł piosenki brzmi „Walc ślubny Sofii”). Za muzykę odpowiadał DJ, Avicii.
W czasie bankietu przemówienie wygłosili ojcowie pary młodej, Karol XVI Gustaw i Erik Hellqvist, a także sam pan młody. Król Szwecji stwierdził: „Karol Filip i ja mamy bardzo wiele podobieństw, jeśli chodzi o powodzenie, z jakim wybieramy właściwe kobiety”. Po przemowie pana młodego Zofia postanowiła ujawnić, że napisała dla swojego męża piosenkę, a następnie poprosiła szwedzką piosenkarkę, Molly Sandén, aby ją zaśpiewała. Wprawiło to we wzruszenie nie tylko Karola Filipa, ale również pozostałych gości.

## Po ślubie
Młodsza siostra Karola Filipa, Magdalena, wykorzystała datę swojego ślubu jako datę chrztu dla swoich dwóch córek – księżniczki Eleonory (ur. 2014) i księżniczki Adrianny (ur. 2018). Podobnie datę swojego ślubu wykorzystał Karol Filip – na 10. rocznicę uroczystości zaślubin zaplanowano chrzest jego jedynej córki, księżniczki Ines (ur. 2025).